# Салдуський район
Салдуський район (латис. Saldus rajons) - район Латвії. Межує з Добельським, Тукумським, Кулдизьким, Лієпайським районами Латвії та Литвою.
Адміністративний центр району — місто Салдус.
Площа району — 2 182 км².
| Латвія | Це незавершена стаття з географії Латвії. Ви можете допомогти проєкту, виправивши або дописавши її. |